# Andar Char
Andar Char es una aldea y una isla en el distrito de Patuakhali en la División de Barisal en el centro-sur del país asiático de Bangladés, específicamente en las coordenadas geográficas 22°52′N 92°31′E / 22.867, 92.517.